# Heba Selim
Heba Selim fue una joven espía egipcia, que trabajaba para el Mosad en los años 1970. Fue ejecutada por el gobierno de Muhammad Anwar Al-Sadat.

## Trayectoria
Originaria de Asyut, en el centro de Egipto, creció en la clase alta del suburbio Mohandese, en El Cairo. 
Después de su reclutamiento por el Mossad, en Paris, volvió a Egipto y se casó con Farouk el Fikki, un ingeniero oficial del ejército egipcio, y reunió información, a través de él, sobre la ubicación de las baterías antiaéreas. Ella y su esposo fueron arrestados. Ella fue procesada por alta traición mientras el era juzgado en consejo de guerra. Ambos fueron condenados a muerte. Después de agotar todas las vías de apelación, incluida una petición de clemencia al presidente el-Sadat que fue denegada, Selim fue ejecutada en la horca, según lo prescrito por la ley para convictos civiles, mientras que El Fikki fue ejecutado por un pelotón de fusilamiento, por ser un oficial militar comisionado en el momento de la condena, según lo prescrito por la ley militar egipcia. Menachem Begin pidió que fuera indultada pero Anwar el-Sadat, apuró la ejecución, que se llevó a cabo, en 1973, en la prisión de apelación en el distrito de Bab El-Khalk, en el centro de El Cairo.

## En la literatura y el cine
El escritor Saleh Morsi escribió una novela, El-Soud ela al-hawia (1978), 
Escalada al abismo, que más tarde se convirtió en una película. Selim fue encarnada por la actriz Madiha Kamel.